# Prix Elmer A. Sperry
Le prix Elmer A. Sperry, du nom de l'inventeur et entrepreneur, est une récompense américain de l'ingénierie des transports. 
Il est décerné depuis 1955 pour « une contribution technique distinguée qui, par application, prouvée en service réel, a fait progresser l'art du transport que ce soit par terre, mer, air ou espace ». Le prix est décerné conjointement par l'American Institute of Aeronautics and Astronautics, l'Institute of Electrical and Electronics Engineers, la Society of Automotive Engineers, la Society of Naval Architects and Marine Engineers (en), l'American Society of Civil Engineers ainsi que l'American Society of Mechanical Engineers (qui l'administre). Le but du prix est d'encourager les progrès dans l'ingénierie des transports.   